# Seconda battaglia di Dalton
La seconda battaglia di Dalton, combattuta in Georgia) nell'agosto 1864, è stata un episodio minore della guerra di secessione americana.
Nell'agosto 1864, le forze nordiste del distretto di Etowah comandate dal maggiore generale James Blair Steedman si scontrarono con la cavalleria confederata del maggiore Joseph Wheeler. A causa della schiacciante inferiorità numerica, Wheeler fu ben presto costretto a ritirarsi dalla città di Dalton.